# Centaurea sphaerocephala subsp. lusitanica
Centaurea sphaerocephala subsp. lusitanica é uma subespécie de planta com flor pertencente à família Asteraceae. 
A autoridade científica da subespécie é (Boiss. & Reut.) Nyman, tendo sido publicada em Consp. Fl. Eur.: 432. 1879.

## Portugal
Trata-se de uma subespécie presente no território português, nomeadamente em Portugal Continental.
Em termos de naturalidade é endémica da região atrás referida.

## Protecção
Não se encontra protegida por legislação portuguesa ou da Comunidade Europeia.